# CO.RO.
CO.RO. è stato un gruppo eurohouse italiano attivo dal 1992 al 1999.

## Storia
Il gruppo, un trio, era composto da Emanuele "Paps" Cozzi, Jay Rolandi e Maurizio Rossi, più la cantante, dal 1992 al 1993 Taleesa, poi sostituita da Lyen, dal 1994 al 1995. Successivamente il gruppo ha proseguito senza cantante femminile. Per tale motivo il nome del gruppo era inizialmente CO.RO. featuring Taleesa, successivamente divenne CO.RO. featuring Lyen, nei singoli Run away e Life on Mars?. Nelle numerose edizioni italiane e straniere il nome del gruppo è stato spesso riportato con delle lievi varianti.
Il singolo Because the Night del 1992 ha venduto oltre 660 000 copie in tutto il mondo, rappresentando il maggior successo in Europa per il gruppo.
I CO.RO. hanno pubblicato un solo album nel 1994, intitolato semplicemente The Album. Il gruppo non ha mai pubblicato una propria raccolta, ma i loro brani compaiono in almeno 140 compilation di musica pop ed eurodance pubblicate in tutto il mondo.

## Formazione
- Emanuele Cozzi
- Jay Rolandi
- Maurizio Rossi
- Taleesa - voce (1992-1993)
- Lyen - voce (1994-1995)

### Turnisti
- Alessio Colombini - cori
- Celeste - cori
- Jane Hill - cori
- Tom Hooker - cori

## Discografia

### Album
- 1994 - The Album

### Singoli
- 1992 - Because the Night (featuring Taleesa)
- 1993 - 4 Your Love (featuring Taleesa)
- 1993 - There's something going on (featuring Taleesa)
- 1994 - Run away (featuring Lyen)
- 1995 - Life on Mars? (featuring Lyen)
- 1994 - I just died in your arms
- 1994 - Temptation
- 1998 - Lovely toy
- 1999 - Message

### Collaborazioni
- 1993 - Stefano Secchi We are easy to love (Remix)
- 1995 - G.E.M. Quiero volar (Remix)

## Citazioni e omaggi
- Il brano Because the night dei CO.RO. è stato utilizzato insieme a Before the night di E.X.P. per realizzare il brano mash-up Before The Night/Because The Night pubblicato nel singolo MegaMix (Volume 2) - Before The Night/Because The Night dei The Original (1993).